# Porchester Square
Porchester Square est un square londonien de format archétypal situé à Bayswater, à la pointe de Westbourne. Il est bordé de hauts bâtiments résidentiels blancs d'architecture classique victorienne.
Il constitue la moitié d'un grand bloc au sud de la section fermée de la Great Western Main Line qui mène à la gare de Paddington.

## Histoire
Huit entreprises de construction ont été utilisées, ce qui a donné lieu à des extérieurs légèrement différents des grandes maisons (désormais toutes converties en appartements en interne).
Les maisons du côté sud, en conservant leurs façades et une grande partie de leur structure interne, ont été intégrées dans un développement privé plus large d'appartements et de locaux commerciaux depuis le milieu des années 1970, The Colonnades. Ce développement a été l'un des premiers grands projets d'architectes dont la notoriété a ensuite grandi, Sir Terry Farrell et Sir Nicholas Grimshaw .
Le jardin central de la place est ouvert au public. Il possède de grands platanes londoniens (Platanus hispanica), des cerisiers en fleurs, de vastes pelouses, des parterres de fleurs colorées et une aire de jeux pour enfants.
Commencée en 1850 et achevée entre 1855 et 1858, la place fut l'une des dernières zones de Bayswater et Westbourne à être construites.

## Reconnaissance et protection
Les côtés d'origine, nord et est, sont protégés.